# Rio Blanche
O Blanche é um dos principais rios de Dominica, ele percorre todo o seu trajeto dentro da paróquia de Saint Patrick. O Blanche nasce na região montanhosa do interior da ilha e desagua na costa leste, no Oceano Atlântico.